# 八神庵
八神庵是電視遊戲「拳皇」系列登場角色。

## 概要
自《KOF95》登場的角色，官方往後定義為拳皇系列第二主角。
「封印大蛇一族」的三神器家族之一－八尺瓊一族之末裔，家族神器為八尺琼勾玉，標誌為月亮。(やさかに) 八尺瓊家能操縱火炎，於一千八百年前曾與另外二神器家族－草薙及八咫一同合力封印大蛇，但於大約660年前因嫉妒草薙家族的力量而與大蛇訂下血之契約，得到大蛇之血，姓氏從此改為八神，火炎顏色從紅色變成紫藍色，其家族同時被永久咀咒，每代母親永遠會因難產而死，其子裔性情變得暴戾，永遠早逝，更會出現血之暴走，導致狂性大發。
由於八神與草薙兩族交惡，八神庵與草薙一族的後人草薙京即為宿敵，並以殺死後者為生存目的。不過八神庵與草薙京同樣對其家族宿命歷史和大蛇一族的一切均沒有興趣，而八神庵則純粹因為對草薙京感到討厭而交惡。於KOF96大賽中，大蛇一族領袖－暴風之傑尼茲派遣手下拜斯和瑪裘亞監視八神庵，而在三神器八咫後人－神樂千鶴現身後，八神庵在情勢所逼下與草薙京聯手擊敗傑尼茲，大賽後因出現血之暴走而殺害了拜斯和瑪裘亞。KOF97賽後大蛇復活，八神庵被觸發血之暴走但最終能抓住大蛇讓草薙京及神樂千鶴能作出致命一擊及封印。
大蛇封印完成後，神秘組織NESTS活捉草薙京欲將其複製並把目標同樣放在傷重之八神庵上，最終因神樂千鶴出現阻止而免於被複製的命運，並在神樂千鶴家短暫休養後突擊NESTS，看到一堆複製草薙京樣本後，將其破壞殆盡並走上旅途尋找下落不明的草薙京本人並誓言一定要親手殺了他。KOF2000在尋找草薙京的期間陰錯陽差的救了他的女友小雪，此事後讓他跟京之間的關係沒有過去那樣尖銳，到了KOF2001由邀他參賽的賽斯口中得知草薙京也將參加這屆賽事而答應組隊參加，NESTS組織崩潰後持續尋找草薙京以求對決。
於KOF2003途中受神樂千鶴之邀從而得知草薙京將有可能敗在他人手中而答應組成「三神器隊」參賽，賽後主角隊之首阿修（Ash）偷襲神樂並奪走其神器八咫鏡，從而令八神庵對阿修感到不悅。其後於拳皇XI中在草薙京弟子矢吹真吾的努力下再度與草薙京組隊伍參賽，但賽後因出現血之暴走而重創草薙京與真吾，神器八尺琼勾玉被阿修乘亂奪去導致無法使出火炎（即使失去火炎和大蛇之力仍可戰鬥）。於拳皇XIII由於拜斯和瑪裘亞（因2003敵人『遙遠彼方之來者』的行動而復活）出現於自己面前，加上想奪回自身力量而決定參戰，賽後因阿修放棄所奪神器而重獲勾玉，隨即在大賽落幕後立即與草薙京展開戰鬥，戰果不明。XIV'在賽後被神樂通知因維斯身亡後出現大蛇靈魂的消息，隨即趕往現場和另外兩人合作封印大蛇，臨去前對拜斯和瑪裘亞的警告以嗤之以鼻的態度看待。
八神庵擁有自己專屬的樂團，通常在沒有參賽或和草薙京對決時都待在樂團，而他主要負責樂團貝斯吉他，由於是參加過KOF加上八神的音樂造詣不錯讓樂團的人氣始終保持在最高點，與七枷社所屬樂團為敵對關係。
另外八神在遊戲設定中討厭軍人的真正原因不明，故在與怒隊的雷歐娜、拉爾夫、克拉克和及蓋爾等人對戰獲勝之後都會出現「軍人是我最討厭的人種了」的對話。

## 其他
- 「庵」字在日本于2004年9月追加为人名用漢字。他初出演作「拳皇KOF'95」当時20歳。